# 부리도
부리도(浮里島)는 지대가 낮은 잠실에 한강이 범람할 때마다 큰 물길이 생겨 생겼던 섬이다. 부리섬에는 부렴마을이 있었는데 비가 오지 않을 때는 잠실섬과 연결되었다. 박정희 대통령 때 의해 한강의 범람으로 생겼던 신천을 본류로 삼고, 기존 한강을 메꾸며, 지대를 높여 현재는 알짜배기 땅으로 자리 잡아 있다.(단, 기존 한강의 일부는 메꾸지 않아 석촌호수로 남아 있다. 부리도는 원래 삼성동의 일부로 잠실섬과는 소속 읍면이나 구군이 달랐다.
1970년대 실시된 「잠실지구종합개발기본계획」과 서울종합운동장 건립 계획으로 인해 부렴마을 주민들은 타지역으로 이주하게 되었으며, 옛 주민들이 1993년 9월 1일 아시아선수촌공원 입구에 부렴마을 터전 위치를 기념하기 위해 기념탑을 세웠다.

## 같이 보기
- 잠실섬